# Spetzerfehn
Spetzerfehn is een dorp in de Duitse gemeente Großefehn in de deelstaat Nedersaksen. Het dorp ontstond als veenkolonie in de achttiende eeuw. Sinds 1972 is het dorp deel van de gemeente Großefehn.
In Spetzerfehn staat de molen Steenblock uit 1886. Als enige molen in Oost-Friesland is deze nog commercieel in bedrijf.